# 道格斯島
道格斯島（英語：Isle of Dogs）是倫敦東區的一個地區，也是泰晤士河泥沙堆積形成的最大半島之一。

## 語源學
“Isle of Dogs”之名最早出現在1519年至1523年間寫成的《亨利八世信函》（Letters & Papers of Henry VIII）中，實際上關於其名的一個說法就是亨利八世曾把他的獵犬養在這座島上。
1898年的《諺語和寓言詞典》（Dictionary of Phrase and Fable）中說島名中的“Dogs”（狗）指的是愛德華三世的一群獵犬灰狗。也有人認為其原名應該是“Isle of Ducks”（鴨島），因為按古代記錄島上有許多野鴨，但後世訛傳為現名。除此以外還有一系列其他理論，但眾說紛紜，未有定論。

## 知名設施
- 金絲雀碼頭
- 倫敦碼頭區

## 外部連結
- Island Heritage & History Trust （页面存档备份，存于）
- Isle of Dogs landscape architecture